# 共产主义者同盟无产阶级派
共产主义者同盟无产阶级派是日本的一个新左翼组织。该组织成立于1974年3月。该组织的机关报是《无产阶级》。该组织的下属学生组织是反帝学生战线，下属劳动者组织是首都青年劳动者社会主義研究会。明治大学二部文学部和中央大学是该组织的据点校。